# Jean-Baptiste Boyer d'Argens
Jean-Baptiste de Boyer, Marquês d'Argens (Aix-en-Provence, 24 de junho de 1704 – castelo de La Garde, 11 de janeiro de 1771) foi um escritor e filósofo francês.

## Biografia
Boyer nasceu em Aix-en-Provence. Sendo um arquiadversário da Igreja Católica, num período de intolerância e de opressão religiosa, teve de fugir de sua França natal, onde seus livros eram frequentemente denunciados pela Inquisição. Em 1724 acompanhou o embaixador francês em uma viagem para Constantinopla, onde viveu por um ano. Depois de uma juventude aventureira, foi deserdado por seu pai. Estabeleceu-se por um tempo em Amsterdã, onde escreveu seus famosos panfletos Lettres juives (Haia, 6 volumes, 1738-1742), Lettres chinoises (Haia, 6 volumes, 1739-1742), e Lettres cabalistiques (2.ª edição, 7 vols., 1769); também Mémoires secrets de la république des lettres (7 volumes, 1743-1748), posteriormente revista, aumentada e publicada com o título de Histoire de l'esprit humain (Berlim, 14 volumes, 1765-1768). Escreveu também seis romances, o mais conhecido deles é Thérèse philosophe (1748).
Foi convidado pelo príncipe Frederico (mais tarde, Frederico, o Grande) para viver junto à sua corte em Potsdam, onde passou a maior parte de sua carreira. Foi nomeado Royal Chamberlain e diretor das Belas-Letras, uma seção da Academia de Ciências da Prússia. Boyer se casou com uma atriz de Berlim, Mademoiselle Cochois e teve uma filha. D'Argens retornou à França em 1769, e morreu perto de Toulon em 11 de janeiro de 1771, aos 66 anos de idade.
Foi amigo de Voltaire, Pierre Louis Maupertuis, Leonhard Euler, Samuel Formey, Andreas Sigismund Marggraf, Charles-Louis de Beausobre, do Abbé de Prades, Casanova, Christoph Friedrich Nicolai e de Moses Mendelssohn. Tinha uma instrução ampla e variada, e seus escritos são inspirados pela filosofia cética do período.